# Rezenzeffekt
Beim Rezenzeffekt (auch: Recency-Effekt) handelt es sich um ein psychologisches Phänomen. Er besagt, dass später eingehende Informationen einen größeren Einfluss auf die Erinnerungsleistung einer Person ausüben als früher eingehende Informationen. Im engeren Sinne ist der Rezenzeffekt ein Phänomen, welches das Kurzzeitgedächtnis betrifft. Im weiteren Sinne tritt er auf, wenn zuletzt wahrgenommenen Informationen aufgrund der besseren Erinnerungsfähigkeit stärkeres Gewicht verliehen wird als früheren Informationen. Er tritt bei fast allen Beurteilungsszenarien auf.
Ursprung des Rezenzeffektes ist die längere Verfügbarkeit von aktuellen Informationen im Kurzzeitgedächtnis, da sie nicht durch nachkommende Information überschrieben werden. Dieser Effekt wird beispielsweise in der Gedächtnisforschung benutzt, um zu testen, wie groß die Kapazität des Kurzzeitgedächtnisses ist (vgl. die serielle Positionskurve von Atkinson & Shiffrin, 1968, den „Entdeckern“ des Kurzzeitgedächtnisses).
Außerdem kann man sich mit der zuletzt wahrgenommenen Information besser auseinandersetzen. Dadurch bleibt sie eher im Gedächtnis haften und hat einen größeren Einfluss auf die Einstellung. Der Rezenzeffekt hat somit eine besondere Bedeutung bei Beurteilungen, die aufeinander folgend stattfinden (z. B. wenn bei Bewerbungsgesprächen ein Kandidat nach dem anderen besprochen und erst am Ende entschieden wird).
In einer Studie aus dem Jahr 2014 wurde der Effekt auch für Nahrungsmittel nachgewiesen. So kann der letzte Bissen einer Speise das Urteil über ein Gericht stark prägen.
Eine Studie von Maegherman et al. (2021) untersuchte, wie die Reihenfolge, in der Beweise im juristischen Kontext präsentiert werden, die Urteilsbildung beeinflusst. Die Forscher präsentierten den Teilnehmern einen fiktiven Kriminalfall und variierten die Abfolge, in der belastende und entlastende Beweise gezeigt wurden. Die Ergebnisse zeigten, dass Beweise, die zuletzt präsentiert wurden, einen stärkeren Einfluss auf die Einschätzung der Schuld hatten, was auf einen Rezenzeffekt hindeutet. Die Präsentationsreihenfolge hatte jedoch keinen signifikanten Einfluss auf die abschließenden Verurteilungsentscheidungen. Das deutet darauf hin, dass die Reihenfolge der Beweispräsentation zwar die Wahrnehmung beeinflussen kann, aber nicht zwangsläufig das abschließende Urteil in simulierten Gerichtsverfahren.
Im Marketing und Vertrieb wird dieser Effekt genutzt, um bestimmte Werbebotschaften oder Argumente gegenüber anderen hervortreten zu lassen (z. B. der letzte Werbespot im Kino vor dem Film oder das letzte Argument im Verkaufsgespräch). Zum Schluss des Verkaufsgespräches wird ein starkes Argument genannt, um einen entscheidungsschwachen Kunden zum Kauf zu bewegen (Reserveargument-Technik). Bei der Beurteilung von Personen oder Sachverhalten ist der Effekt ein Beurteilungsfehler.
Dem Rezenzeffekt steht der so genannte Primäreffekt (englisch primacy effect) gegenüber, der eine größere Rolle einnimmt, wenn am Ende einer Reihe eine Gesamtbeurteilung getroffen wird oder eine Reproduktion (recall) stattfinden muss.
Im Kontrast zum Rezenzeffekt steht die proaktive Interferenz, bei der früher Gelerntes die Wiedergabe von später Gelerntem einschränkt.